# Lerøyna
Lerøyna ou Lerøy est une île de la commune norvégienne d'Øygarden située dans le comté de Hordaland dans le landsdel du Vestlandet. L'île se situe à l'extrémité sud du Raunefjorden, entre la péninsule de Bergen et la Grande Île Sotra. L'île plus petite Bjelkarøy se trouve au nord-est de Lerøyna.
L'île possède environ 30 habitants permanents et beaucoup de chalets de vacances. Il n'y a pas de route pour quitter l'île mais un ferry relie Klokkarvik sur la Grande Île Sotra, Lerøyna et Bjelkarøy à Hjellestad sur la terre ferme à Bergen.
Les communes d'Øygarden et de Bergen ont établi un projet de construction de pont entre Lerøyna et Bjelkarøy, avec une connexion potentielle à la terre ferme.